# Ampass

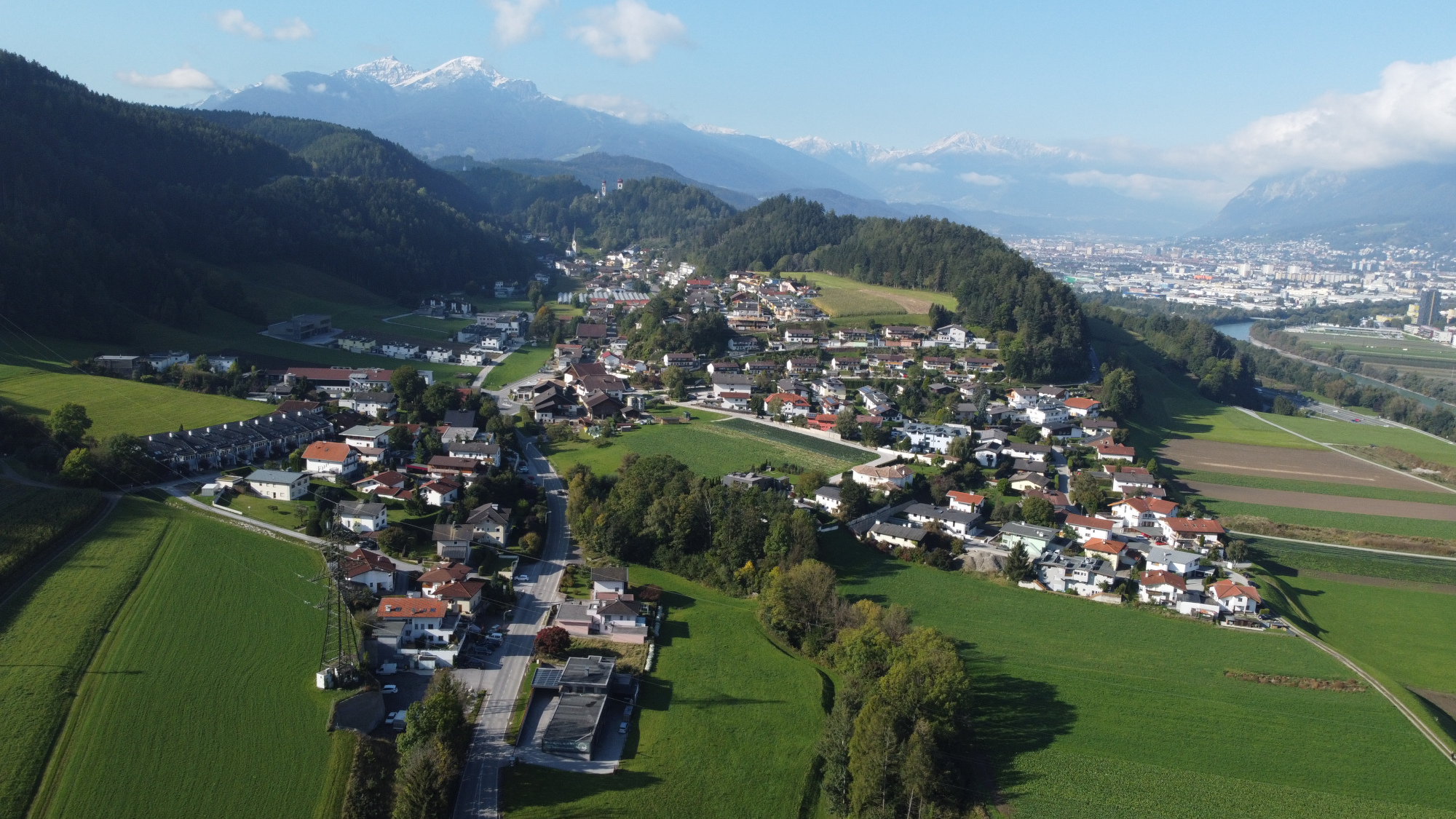
Ortsteile Agenbach (im Vordergrund) und Dorf aus der Vogelperspektive

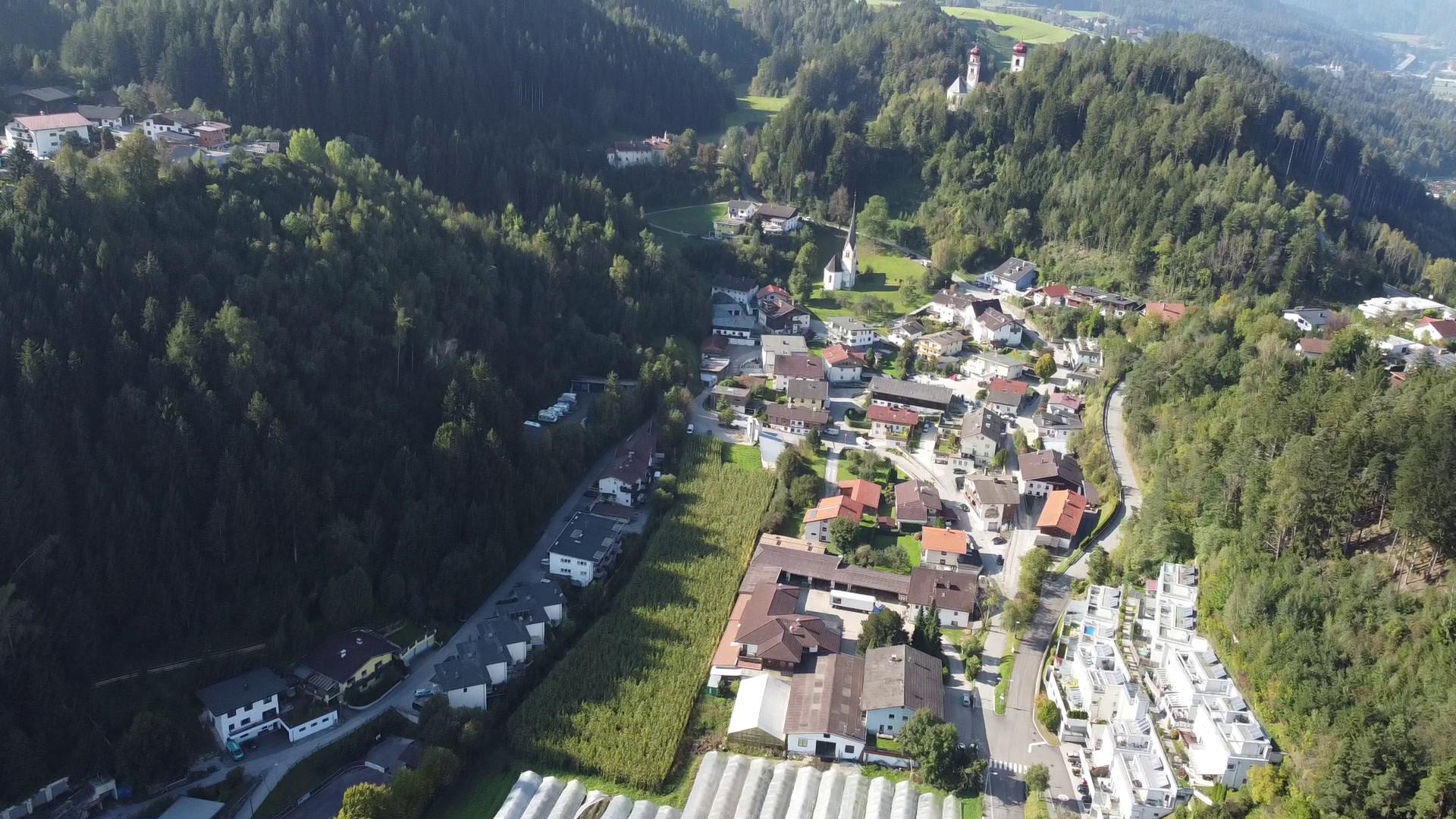
Ortsteil Dorf

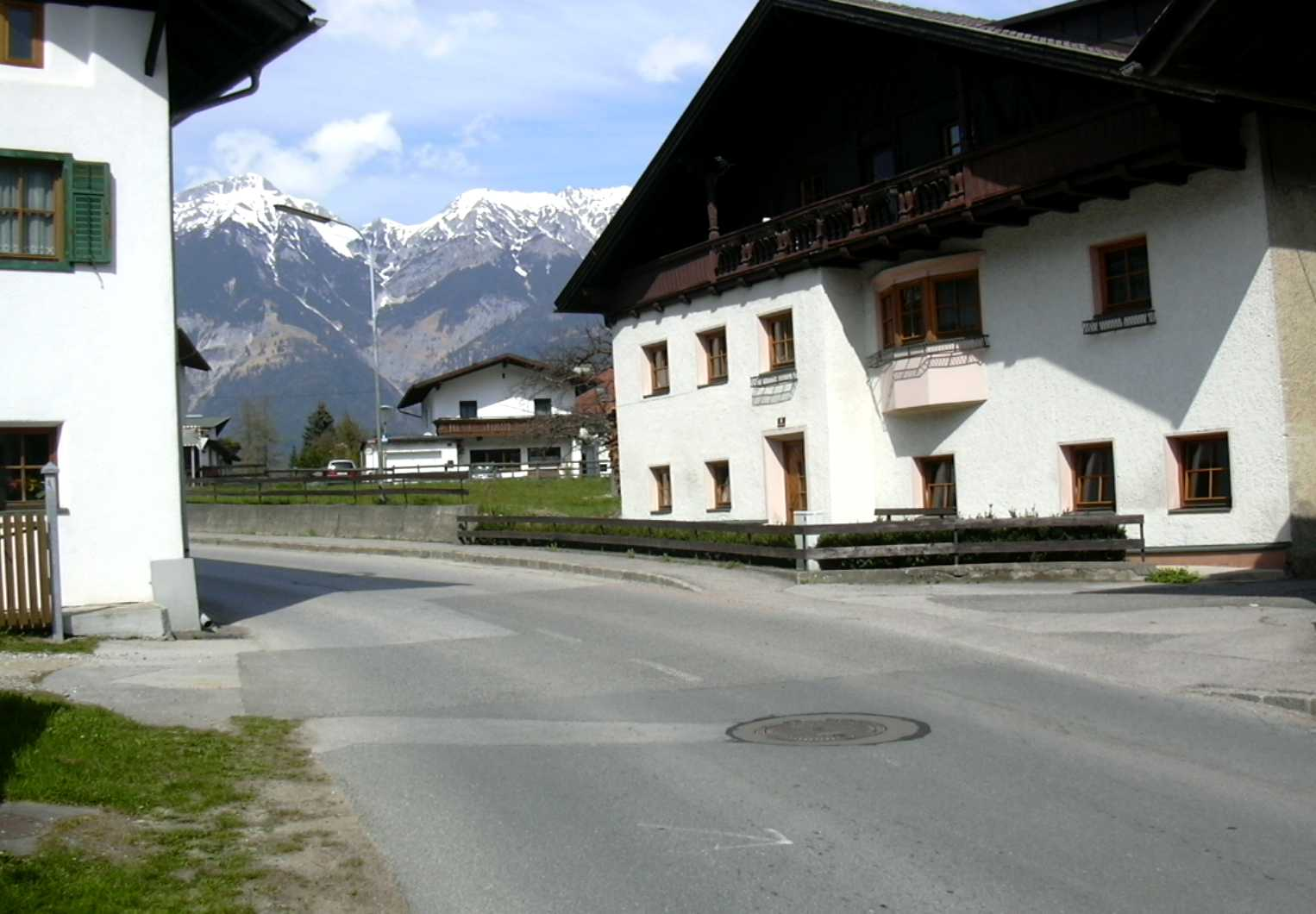
Ampass Agenbach

Ampass ist eine Gemeinde mit 1836 Einwohnern (Stand 1. Jänner 2024) im Bezirk Innsbruck-Land des Bundeslandes Tirol in Österreich. Die Gemeinde liegt im Gerichtsbezirk Hall in Tirol.

## Geografie
Ampass liegt südöstlich von Innsbruck im südöstlichen Mittelgebirge. Im Norden verläuft die Grenze am Inn, im Westen grenzt Ampass direkt an Innsbruck, welches ca. 8 Kilometer entfernt ist. Das Dorfzentrum befindet sich in einer Art Talkessel.

### Flächennutzung
Von der 7,9 km² großen Gemeindefläche sind (Stand 2011, Tirol Atlas):

### Nachbargemeinden
Aldrans, Hall in Tirol, Innsbruck, Rinn, Rum, Thaur, Tulfes

### Gemeindegliederung
Ampass als Gemeinde gliedert sich auch in einer Katastralgemeinde und einem Zählsprengel. Die dazugehörigen Ortsteile sind:
- Ampass Dorf
- Haller Innbrücke
- Häusern
- Peerhöfe
- Zimmertal
- Ebenwald
- Agenbachsiedlung

## Geschichte
Vorgeschichtliche Funde zeugen schon von einer frühen Besiedelung, die ältesten von ihnen entstammen dem 15. vorchristlichen Jahrhundert. Besonders reiche Funde erbrachte das eisenzeitliche Heiligtum am Demlfeld.
Ampass liegt an der alten Salzstraße von Hall nach Matrei, östlich von Innsbruck am Südufer des Inn, auf welcher das im Halltal gewonnene Salz nach Süden transportiert wurde. Dieser Weg dürfte schon mindestens in die Römerzeit datieren, dort dürfte eine Nebenroute Hall – Häusern – Patsch der Brennerstraße verlaufen sein. Ein 1254 errichteter, 1,9 Meter hoher Meilenstein aus Granit soll die Grenze zur Pfarre Wilten gekennzeichnet haben und steht noch immer an seinem ursprünglichen Ort. Die Salztransporte erreichten um 1490 ihren Höhepunkt. Dem Verlauf der Salzstraße folgt heute die Ellbögener Straße (L 38).
Urkundlich erstmals erwähnt wurde Ampass 1145 als „Ampans“ oder „Ambans“ (in einer allerdings erst im 14. Jahrhundert angefertigten Urkunde von Stift Wilten), sodann mit Pfarrer Eberhard (Eberhardus plebanus de Ambans) in den Jahren 1157/68. Der Name dürfte vorromanisch sein und im Keltischen zwischen zwei Bächen bedeuten.
Als selbständige Gemeinde wurde Ampass erstmals 1312 im Inntaler SteuerbuchG erwähnt.
Auch in Ampass haben Schlachten im Tiroler Freiheitskampf 1809 stattgefunden, Kaspar Sautner war Ampasser. Nach ihm ist ein Wanderweg rund um Ampass benannt.
War Ampass ab Mitte des 19. Jahrhunderts bis 1910 einem Bevölkerungsschwund ausgesetzt, machte es in den letzten Jahrzehnten wie viele andere Gemeinden im Umland von Innsbruck eine Entwicklung von einer durch Landwirtschaft geprägten Ortschaft zur ausgeprägten Wohngemeinde durch und erfuhr in den letzten Jahren einen Bevölkerungszuwachs.

### Bevölkerungsentwicklung
EinwohnerJahr30060090012001500180021001860189019201950198020102040EinwohnerEinwohnerentwicklung von Ampass

## Kultur und Sehenswürdigkeiten

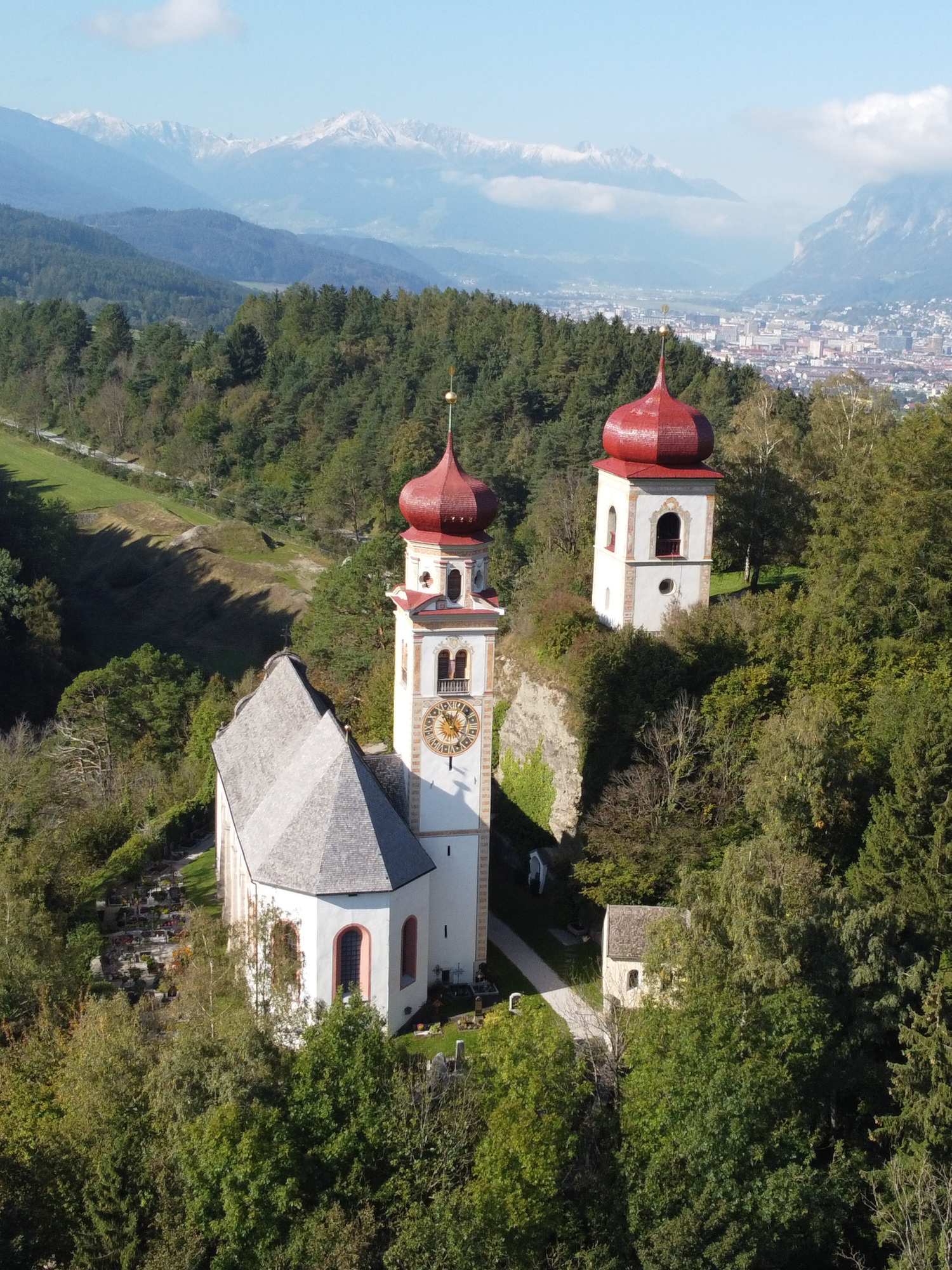
Pfarrkirche Johannes der Täufer

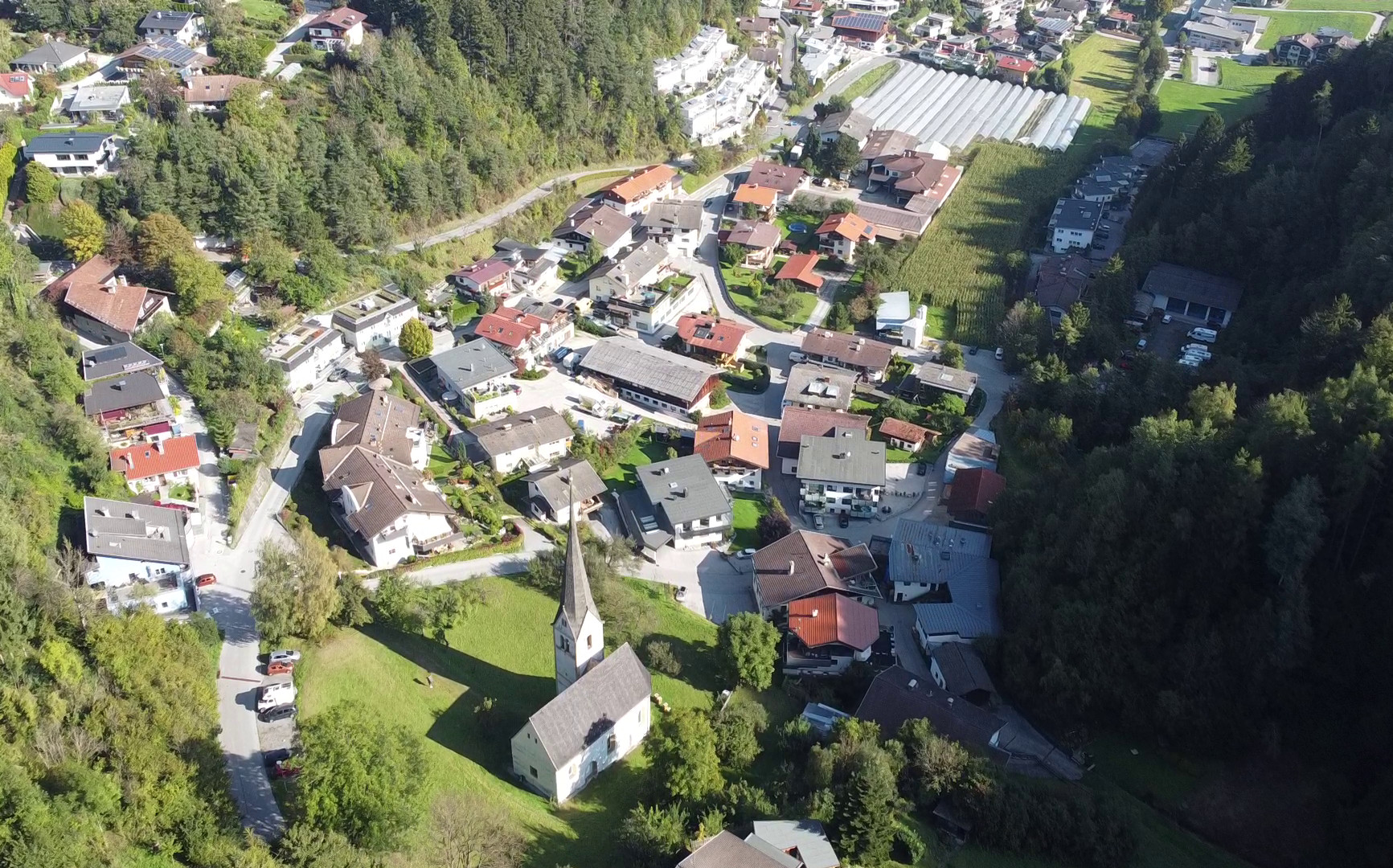
Die Veitskirche im Ortsteil Dorf

Das Ampasser Wahrzeichen ist die Pestsäule, auch Viertelsäule genannt, die auch auf dem Wappen zu sehen ist.

### Pfarrkirche Johannes der Täufer
Die Pfarrkirche umfasst ein Kirchengebäude und einen an der Spitze des Kirchbühels befindlichen Glockenturm. In jenem Turm wurde 1739 die für den normalen Kirchturm zu schwere Glocke untergebracht.
Um 1000 soll sich auf dem Kirchbühel schon eine unbekannte Burg befunden haben. Laut Urkunden wurde die von König Heinrich IV. erbaute Burgkapelle, die später zur capella regalis (königliche Kapelle) erhoben wurde, zwischen 1048 und 1097 vom Bischof Altwin von Brixen eingeweiht. Die daraus entstandene spätgotische Pfarrkirche wurde später barockisiert. In der Vergangenheit erlebte sie oft großflächige Zerstörungen, wie infolge eines Brandes, der Verwüstung durch Truppen im Dreißigjährigen Krieg und eines schweren Erdbebens im Jahr 1698.
Aufgrund der außergewöhnlichen Lage und der Einzigartigkeit ist die Johanneskirche heute als Hochzeitskirche sehr beliebt.

### Veitskirche
Die gotische, von Fuhrmännern erbaute Veits-Kirche wurde zum ersten Mal 1429 erwähnt. Hinweisend darauf erkennt man noch heute Fürbitten der Fuhrmänner in der Kirche.

### Viertelsäule

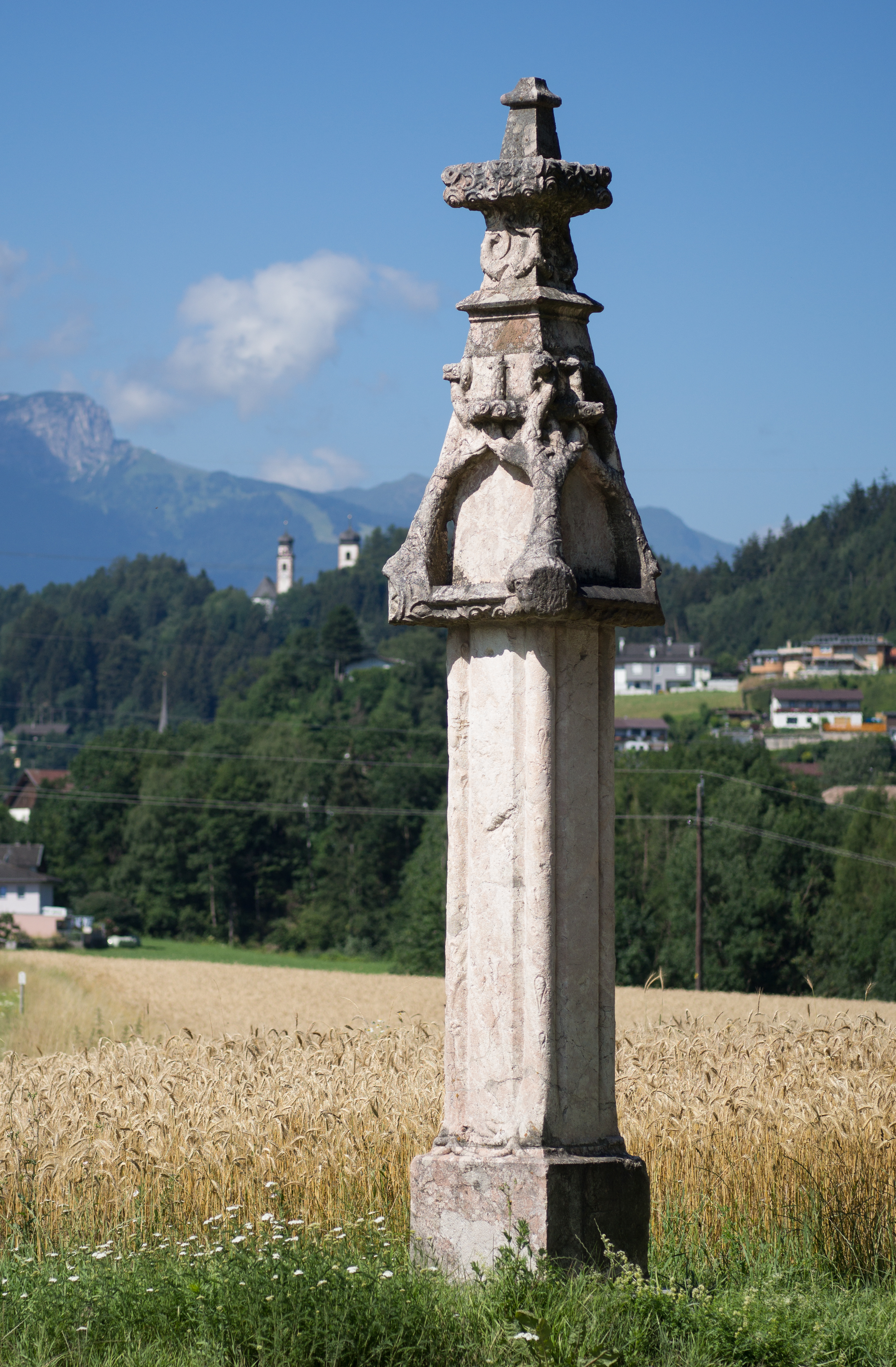
Die Viertelsäule

Das Ampasser Wahrzeichen, die Viertelsäule, oder auch Pestsäule genannt, ist einer der bedeutendsten gotischen Bildstöcke Nordtirols. Sie soll der ersten Hälfte des 16. Jahrhunderts entstammen und liegt nahe dem Sonnenbühel. Nach einem Vandalenakt 1876 wurde die Viertelsäule renoviert, es folgten 1970 und 1997 zwei weitere Restaurierungen.

### Historische Gebäude
- Ansitz Taschenlehen: Der Baukern stammt vom Ende des 15. Jahrhunderts, in der ersten Hälfte des 17. Jahrhunderts wurde er barockisiert. Vor 1694 hieß der Hof Lehen in der Achleite.
- Ansitz Wallpach/Schwanenfeld/Stachler: Das heute als Wohnhaus eines Bauernhofs genutzte Gebäude geht ins 16. und 17. Jahrhundert zurück und diente als Sommersitz der geadelten Haller Handwerksfamilie Wallpach.
- Das Widum, ein Wittum (Pfarrhof), im Kern spätgotisch, 1674 barock erweitert.

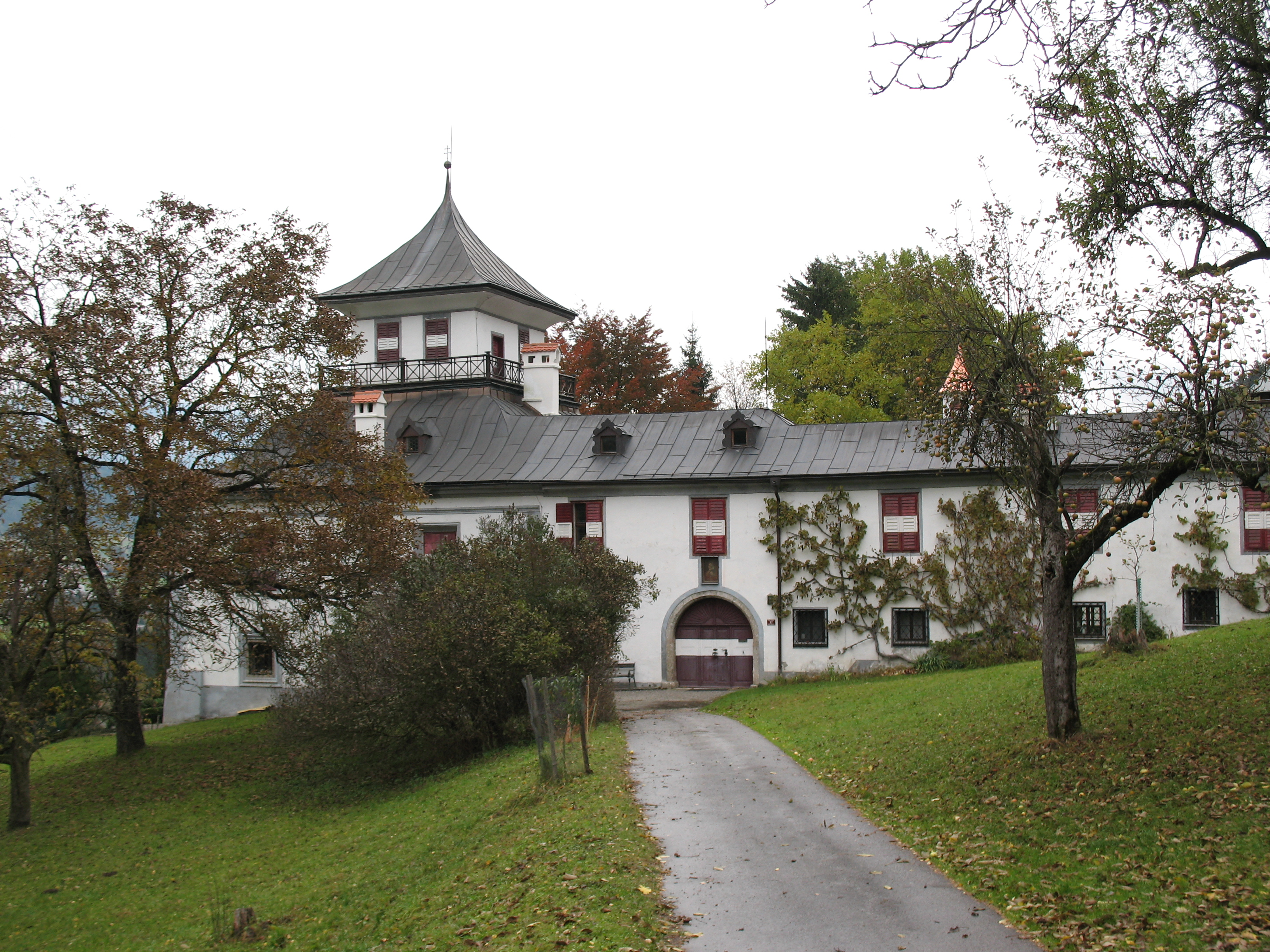
Ansitz Taschenlehen
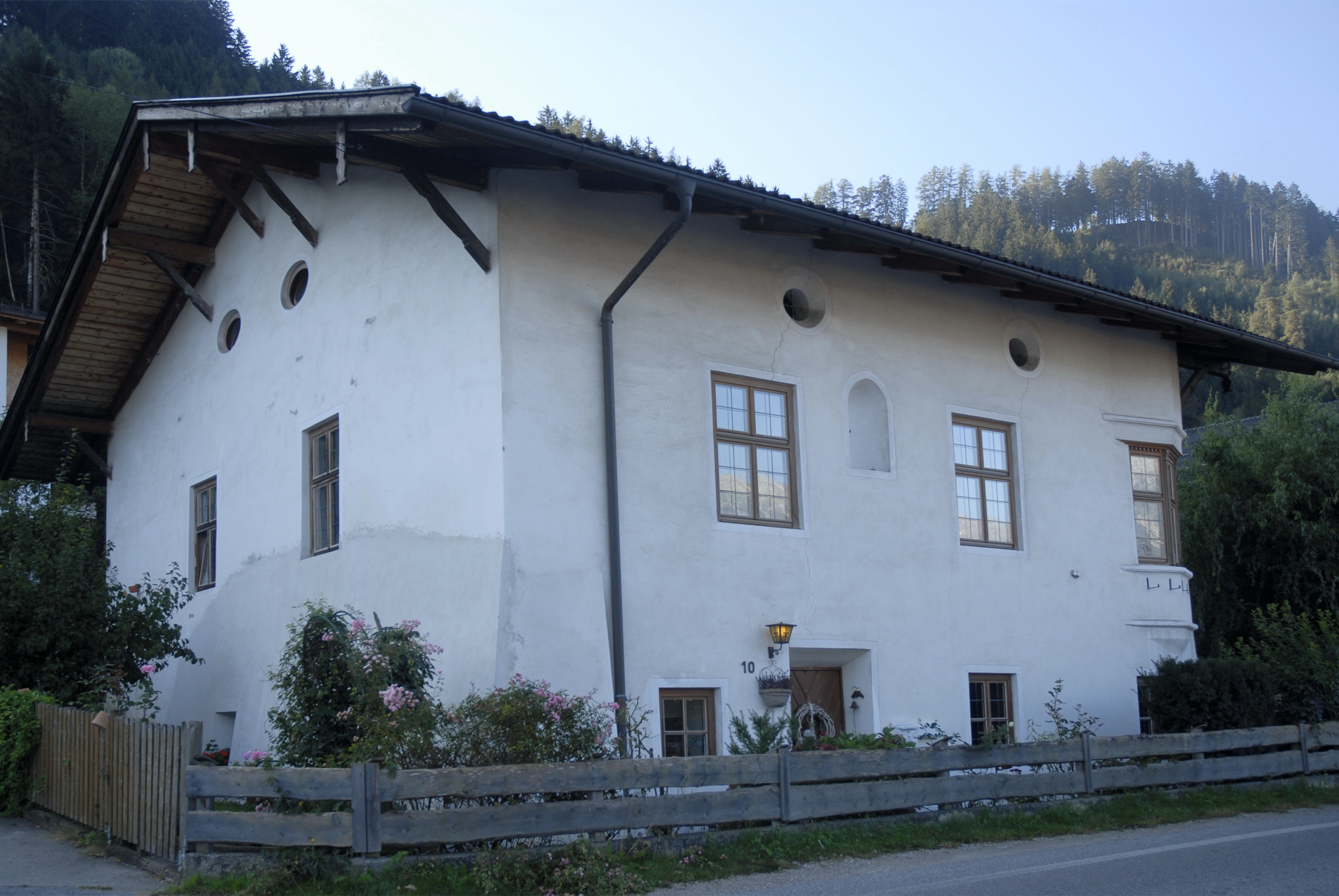
Ansitz Wallpach
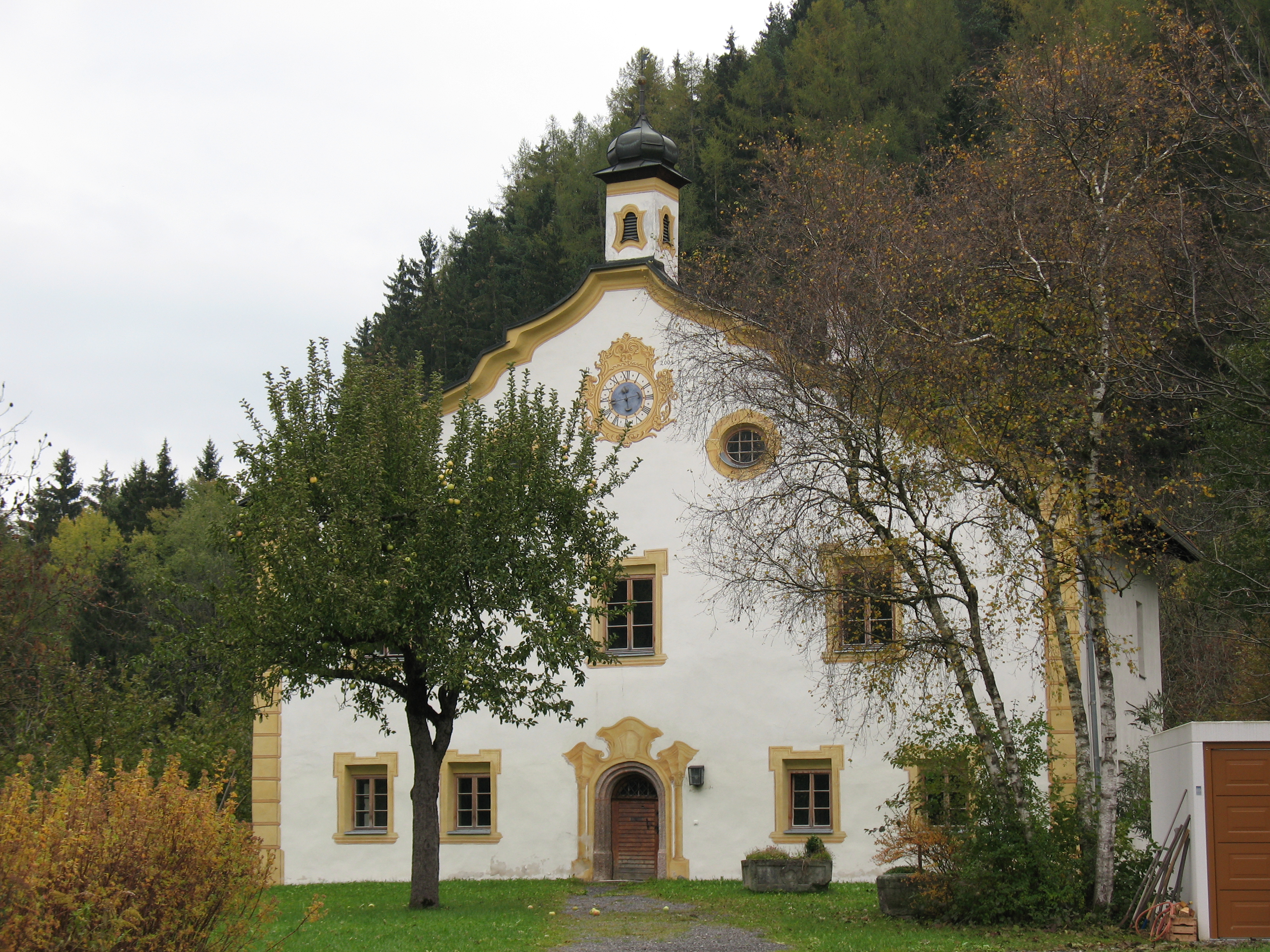
Widum

## Wirtschaft und Infrastruktur

### Sport
Ampass besitzt einen Sportplatz, einen Beachvolleyballplatz und im Winter einen Eislaufplatz.
Außerdem werden manche Wege, vor allem im Gebiet Zimmertal, Peerhöfe und Ebenwald, als Wanderrouten genutzt und gelten als Innsbrucker Naherholungsraum.

### Autobahnstation
Die Gaststätte Rosenberger wurde – im Sanierungsverfahren ohne Eigenverwaltung seit Dezember 2018 – im Jänner 2019 geschlossen.

## Politik
Die letzten Bürgermeisterwahlen fanden gleichzeitig mit den Gemeinderatswahlen 2022 statt.
Markus Peer folgte Hubert Kirchmair als Bürgermeister nach. Er erreichte 52 Prozent der Stimmen in der Stichwahl.
| Partei                                                       | 2022    | 2022    | 2022                 | 2016             | 2016             | 2016                 |
| Partei                                                       | Prozent | Stimmen | Sitze im Gemeinderat | Prozent          | Stimmen          | Sitze im Gemeinderat |
| ------------------------------------------------------------ | ------- | ------- | -------------------- | ---------------- | ---------------- | -------------------- |
| Gemeindeliste (GL)                                           | 39,95   | 449     | 5                    | 55,26 %          | 573              | 8                    |
| Gemeinsam für Ampass (GFA)                                   | 34,52   | 388     | 5                    | 31,53 %          | 327              | 4                    |
| Zukunft Ampass mit Vizebürgermeister Johannes Wolf (ZUKUNFT) | 13,97   | 157     | 2                    | nicht kandidiert | nicht kandidiert | nicht kandidiert     |
| Freiheitliche und unabhängige Ampasser Liste (FUA)           | 11,57   | 130     | 1                    | 13,21 %          | 137              | 1                    |

### Wappen
Blasonierung: In Grün ein silberner Pfahl mit schwarzer Viertelsäule.
Das 1974 verliehene Gemeindewappen zeigt die Viertelsäule, eine Pestsäule, als Wahrzeichen des Ortes. Der silberne Pfahl steht für die Salzstraße, die durch Ampass führte.

## Persönlichkeiten

### Söhne und Töchter der Gemeinde
- Josef Kaltenhauser (1900–1968), Landwirt und Politiker (ÖVP), Abgeordneter zum Tiroler Landtag 1949–1953[13]
- Maria Drewes (1934–2022), Kochbuchautorin
- Juri Gatt (2001), Rennrodler, Weltmeister im Kunstbahnrodeln 2024